# Holli Dempsey
Holli Dempsey es una actriz inglesa. Interpretó el papel de Vicky en la serie de televisión Derek de Ricky Gervais y el de Vera en la película de 2016 Dad's Army.
Dempsey interpreta a Holly en la serie de televisión The Aliens y ha aparecido en la serie de la cadena ITV Plebs. También ha hecho parte del elenco de producciones para televisión como The Delivery Man y The Ice Cream Girls, producción de ITV basado en la novela de Dorothy Koomson. Dempsey también actuó en la película de comedia de 2015 Aaaaaaaah! del director Steve Oram.

## Filmografía

### Cine
| Año  | Título                     | Rol       | Notas |
| 2010 | The Fighter's Ballad       |           |       |
| 2012 | Full Firearms              | Bianca    |       |
| 2014 | A Wonderful Christmas Time | Charlotte |       |
| 2015 | Aaaaaaaah!                 | Helen     |       |
| 2016 | Dad's Army                 | Vera      |       |

### Televisión
| Año       | Título                     | Rol                   | Notas                           |
| 2010      | The Bill                   | Willow                | "Respect" Part 1 & 2            |
| 2011      | Tracy Beaker Returns       | Kali                  | "Snake Bite"                    |
| 2011      | Doctors                    | Titch                 | "Protection"                    |
| 2011      | Holby City                 | Alison Newton         | "Night Cover"                   |
| 2011      | Doctor Who                 | Kelly                 | "Closing Time"                  |
| 2012      | Whitechapel                | Elsa Durham           |                                 |
| 2012      | Wizards vs Aliens          | Meena                 | "Rebel Magic, Part 1"           |
| 2013      | The Ice Cream Girls        | Poppy                 |                                 |
| 2013      | Big Bad World              | Katie                 |                                 |
| 2013      | Breathless                 | Maureen Mulligan      |                                 |
| 2013–2014 | Derek                      | Vicky                 |                                 |
| 2014      | New Worlds                 | Agnes                 |                                 |
| 2015      | Call the Midwife           | Bridget Cole          |                                 |
| 2015      | DCI Banks                  | Jodie Nash            | "What Will Survive: Part 1"     |
| 2015      | The Delivery Man           | Claire Fisher         | "Youth"                         |
| 2015      | You, Me and the Apocalypse | Jolene                | "Right in the Nuts"             |
| 2015      | Jekyll and Hyde            | Ginnie                | "Spring-Heeled Jack"            |
| 2016      | The Aliens                 | Holly                 |                                 |
| 2016      | Plebs                      | Alba                  | "The New Master"                |
| 2016      | People Just Do Nothing     | Atlantic Receptionist | "Record Deal"                   |
| 2016      | Black Mirror               | Clara Meades          | "Hated in the Nation"           |
| 2017-2019 | Harlots                    | Emily Lacey           |                                 |
| 2019      | After Life                 | Plastic Surgery Woman | temporada 2 Episodio 4          |
| 2019      | Endeavour                  | Jenny Tate            | temporada 7 Episodio 1 "Oracle" |